# AN/SPY-6

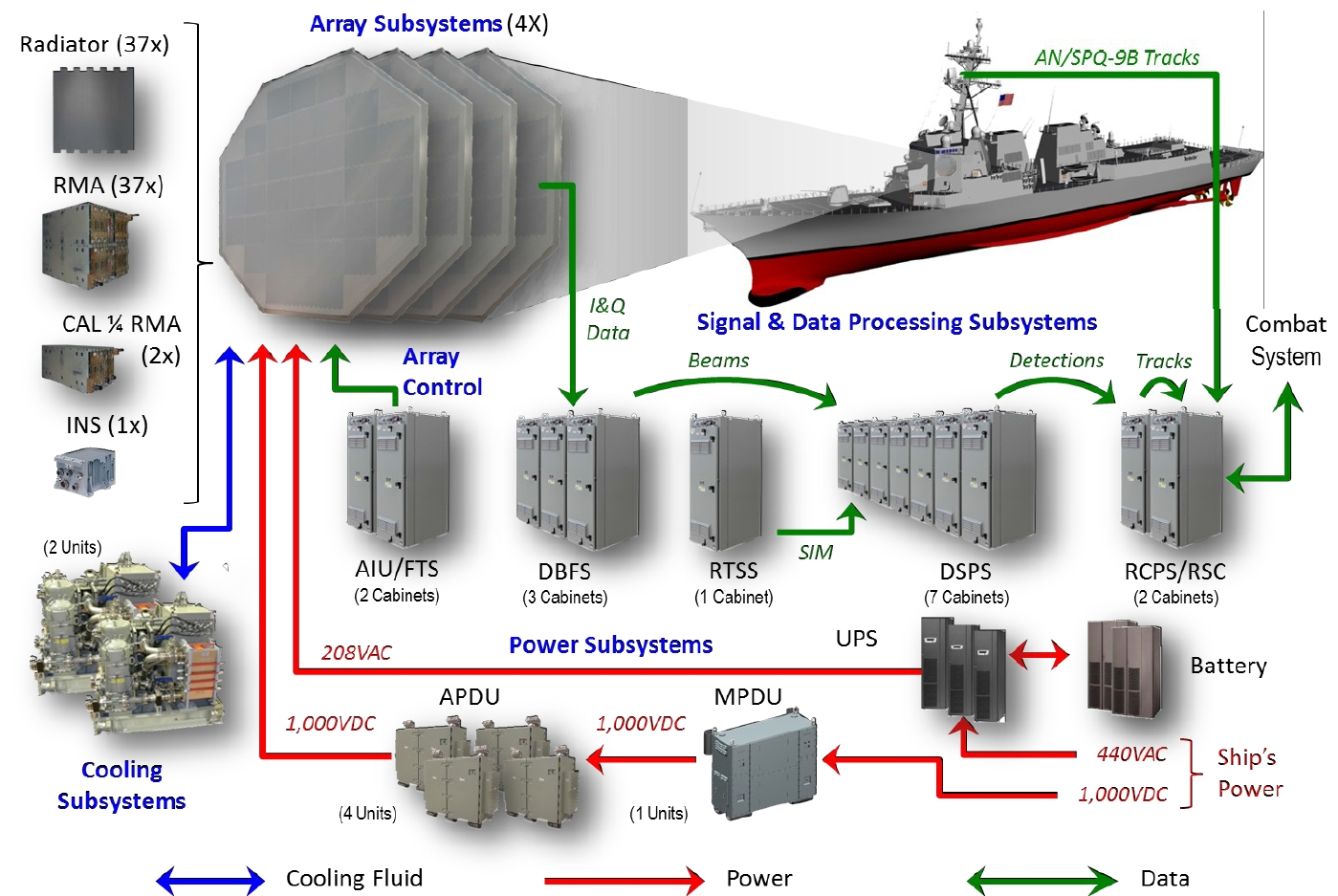
Radarový systém AN/SPY-6 AMDR

AN/SPY-6 je 3D radar s aktivním elektronickým snímáním (AESA) vyvíjený společností Raytheon Technologies pro námořnictvo Spojených států amerických. Radar je plánovanou součástí integrované protiletadlové a protiraketové obrany torpédoborců třídy Arleigh Burke verze Flight III. Odvozené varianty radaru mají být instalovány na torpédoborce Arleigh Burke verze Flight IIA, fregaty třídy Constellation, letadlové lodě třídy Gerald R. Ford a výsadkové lodě třídy San Antonio.

## Historie
Radar má modulární konstrukci, jejímž základem je radarová modulární sestava (Radar Modular Assemblie, RMA). Vytvořením různých kombinací modulů RMA jsou vytvořeny odlišné verze tohoto systému. Všechny využívají shodné základní prvky, což snižuje náklady na vývoj, údržbu, či výcvik. Oproti předchozímu AN/SPY-1 má AN/SPY-6 větší dosah a zvýšenou citlivost (přibližně třicetkrát). Zároveň vyžaduje mnohem více energie.
V dubnu 2022 bylo oznámeno, že společnost Raytheon Technologies získala kontrakt v hodnotě 3,16 miliard dolarů na výrobu systémů AN/SPY-6 pro 31 válečných lodí amerického námořnictva. V případě uplatnění opce společnost v rámci kontraktu vyrobí až 46 radarů. Všechny moduly RMA jsou vyráběny na společné výrobní lince a následně sestavovány ve dvou oddělených montážních provozech, určených pro větší verze radaru V1 a V4, nebo menší verze V2 a V3.
První systém AN/SPY-6(V)1 AMDR americké námořnictvo převzalo 20. července 2020 pro torpédoborec USS Jack H. Lucas (DDG-125).
První systém AN/SPY-6(V)2 EASR byl instalován 16. ledna 2023 na rozestavěnou výsadkovou loď USS Richard M. McCool Jr. (LPD 29).

## Varianty
- AN/SPY-6(V)1 – Nejvýkonnější verze systému, známá též jako Air and Missile Defense Radar (AMDR). Čtyři pevné antény, každá tvořená 37 RMA.[2] Plánována instalace na torpédoborce třídy Arleigh Burke verze Flight III.[3]
- AN/SPY-6(V)2 – Známá též jako Enterprise Air Surveillance Radar (EASR). Zmenšená varianta systému s jednou otočnou anténou tvořenou devíti RMA. Mimo jiné plánována instalace na výsadkové lodě třídy San Antonio verze Flight II a po modernizace letadlových lodí třídy Nimitz.[3]
- AN/SPY-6(V)3 – Upravená nerotující verze EASR se třemi pevnými anténami po devíti RMA.[2] Plánována instalace na letadlové lodě třídy Gerald R. Ford a fregaty třídy Constellation.[3]
- AN/SPY-6(V)4 – Čtyři pevné antény, každá tvořená 24 moduly RMA.[2] Plánována instalace na torpédoborce třídy Arleigh Burke verze Flight IIA.[3]